# Ignazio Agliaudi di Tavigliano
Ignazio Agliaudi di Tavigliano est un architecte piémontais, né à Turin (ou Pignerol) en 1705, mort à Turin en 1769.
En 1737, à la mort de son oncle, Giovanni Pietro Baroni (1657-1737) qui avait été investi du titre de comte de Tavigliano en 1723 et l'avait adopté, il hérite de ses titres et fiefs sous la condition qu'il reprenne son nom et devient l'architecte Giampietro Ignazio Baroni Aglaudi, comte de Tavigliano. Il est aussi connu sous le nom de Giovanni Pietro Baroni di Tavigliano à la place de son nom de naissance, Ignazio Agliaudi. Le nom de Agliaudi est aussi modifié par Agliaudo dans certaines publications.
Il a été élève et disciple de l'architecte Filippo Juvarra dont il a poursuivi la réalisation des bâtiments après son départ pour l'Espagne, en 1735.

## Biographie
Après 1723, il achève la construction de l'oratoire de l'église San Filippo Neri (en) de Turin commencée par son maître.
Il réalise la décoration de l'église de la Santissima Trinità (it) sur les plans de Juvarra et sa sacristie en 1739.
Il a réalisé la transformation des anciens bâtiments médiévaux de l'ancien hôtel de ville de Carignano.
L'église de la Madonna del Carmine (it) est construite entre 1732-1736 par Filippo Juvarra et achevée par Agliaudo di Tavigliano, Francesco Benedetto Feroggio et Ignazio Renato Birago di Borgaro (it).
Après le départ pour Madrid de Juvarra, il a supervisé les artistes travaillant à la Villa della Regina entre 1735 et 1758,.
En 1758, il intervient à Nice où il réalise la façade du palais communal.